# 日本基督教团浪花教会

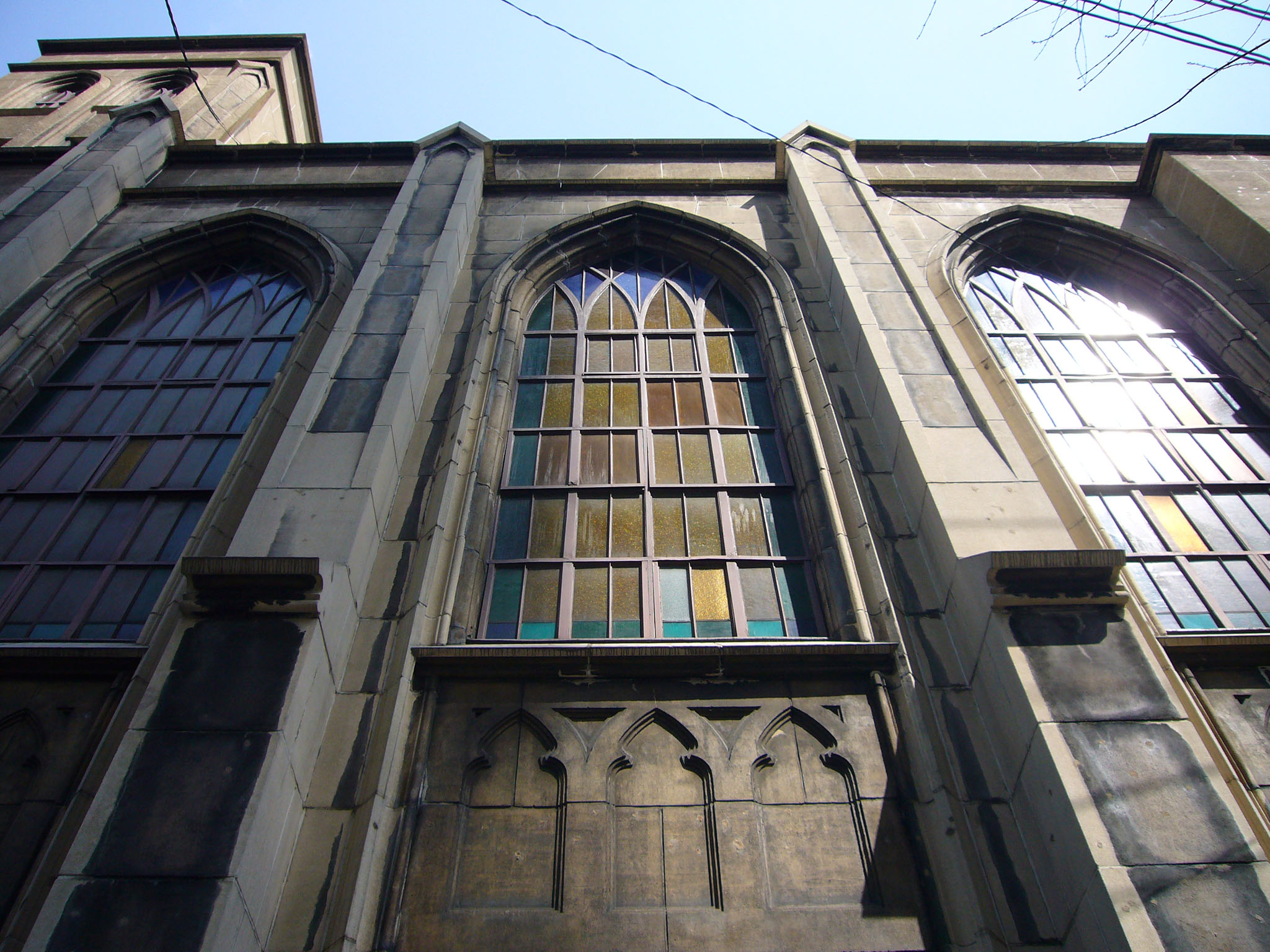
正面

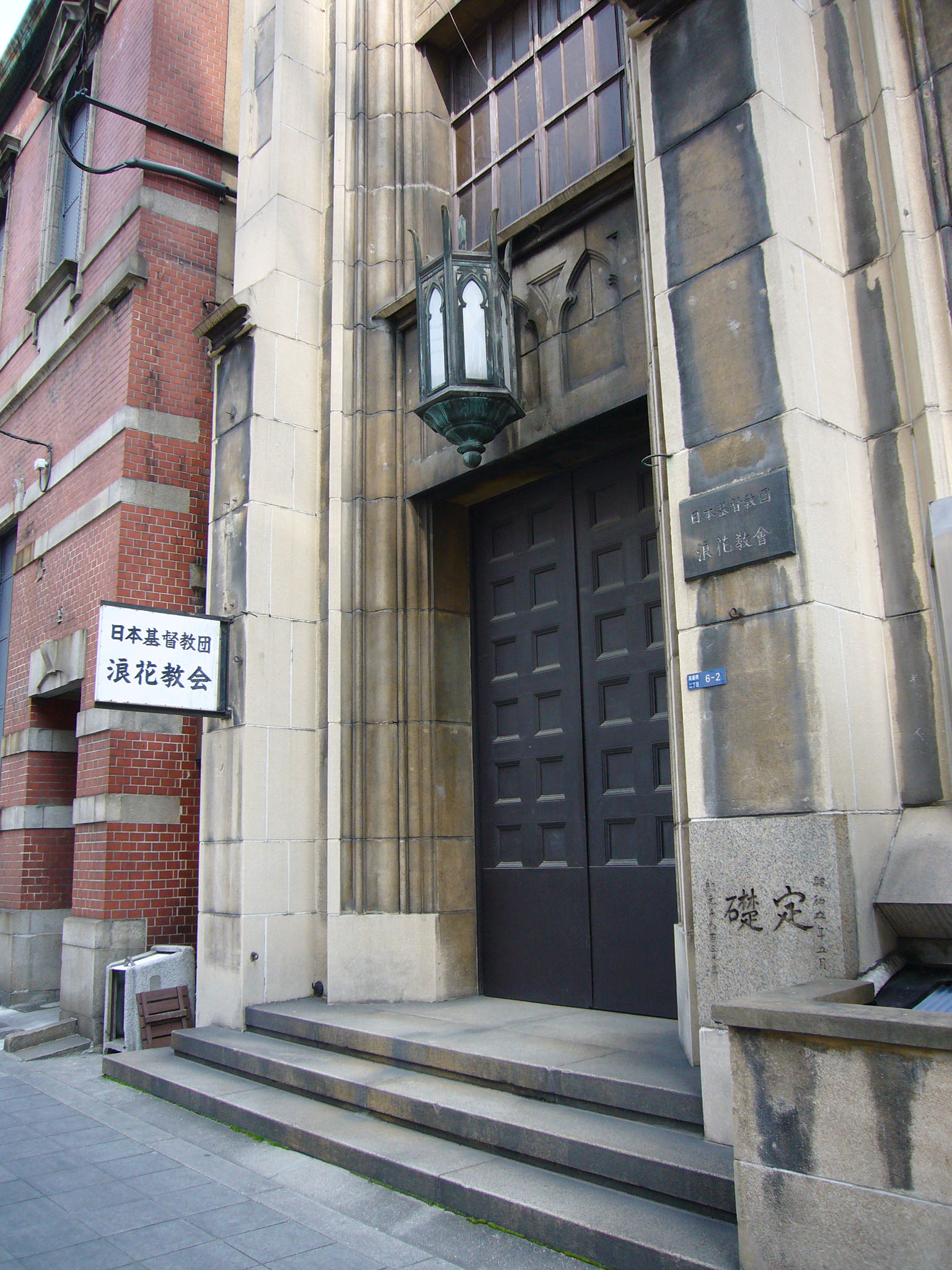
北入口

日本基督教团浪花教会位于日本大阪府大阪市中央区高麗橋，是一座新教教堂。创建于1877年。

## 历史
- 1877年1月20日 - 位于松村診療所内的浪花公会成立。
- 1878年1月 - 与梅本教会（現大阪教会）共同创办梅花学園。
- 1930年 - 現在的教堂竣工
- 2002年10月 - 管风琴修复

## 建筑
現在的教堂由美国建築家一柳米来留（William Merrell Vories）設計指導、竹中工務店設計施工。该建筑毗邻綿業会館、八木通商等近代建筑。

## 交通
- 大阪市高速電氣軌道御堂筋線与京阪電氣鐵道的淀屋橋站，徒歩5分钟

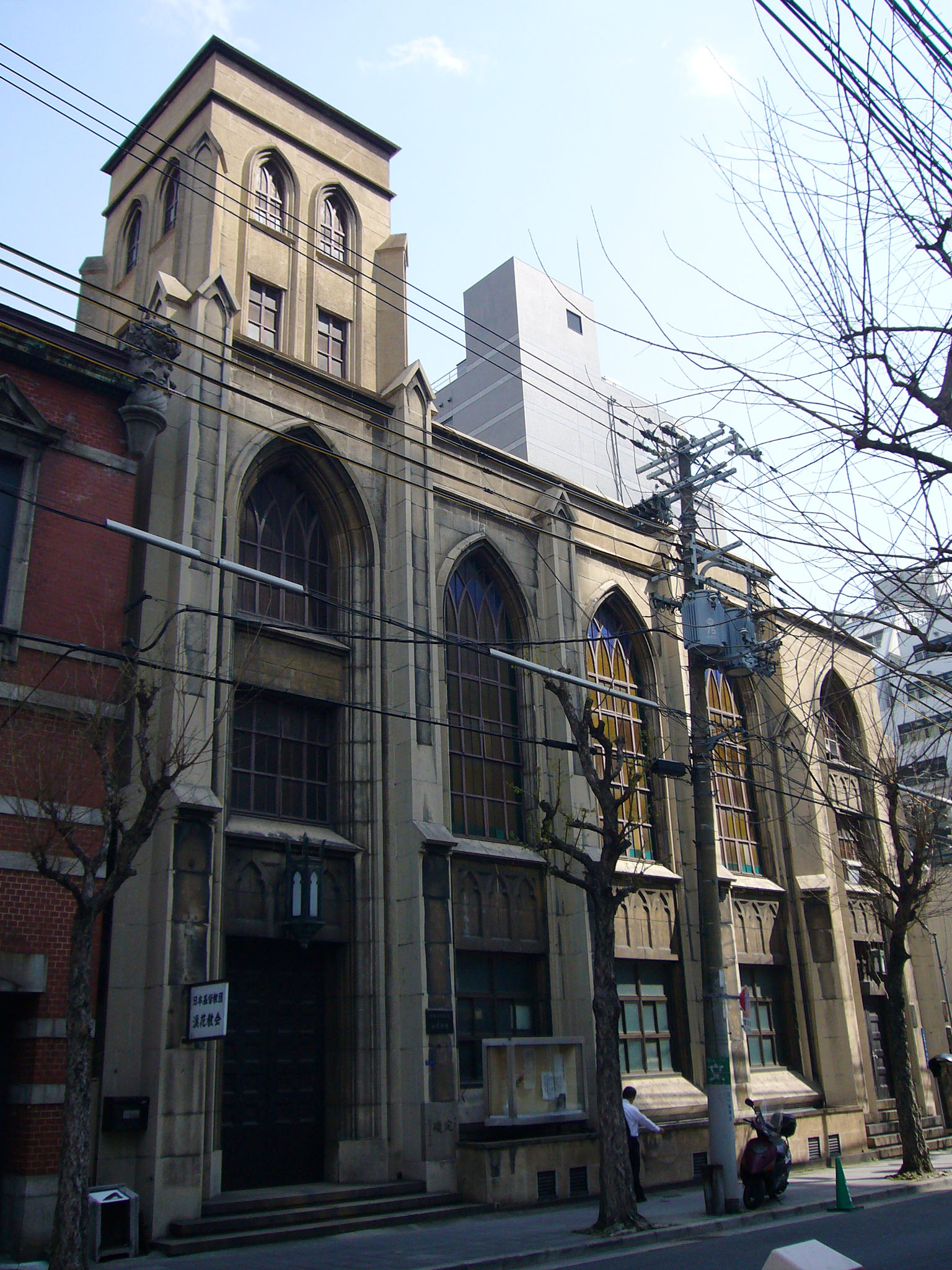
全景
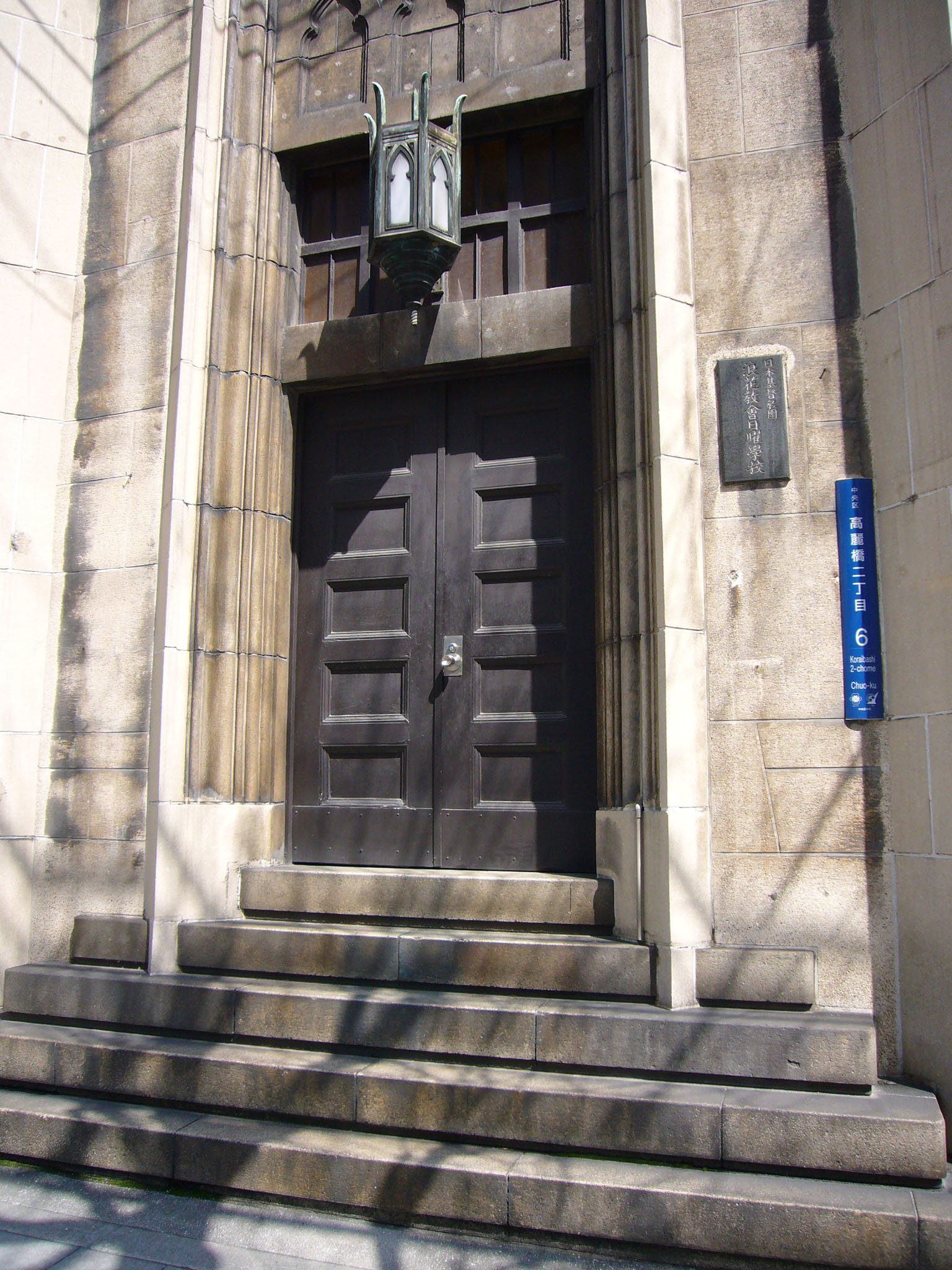
南入口
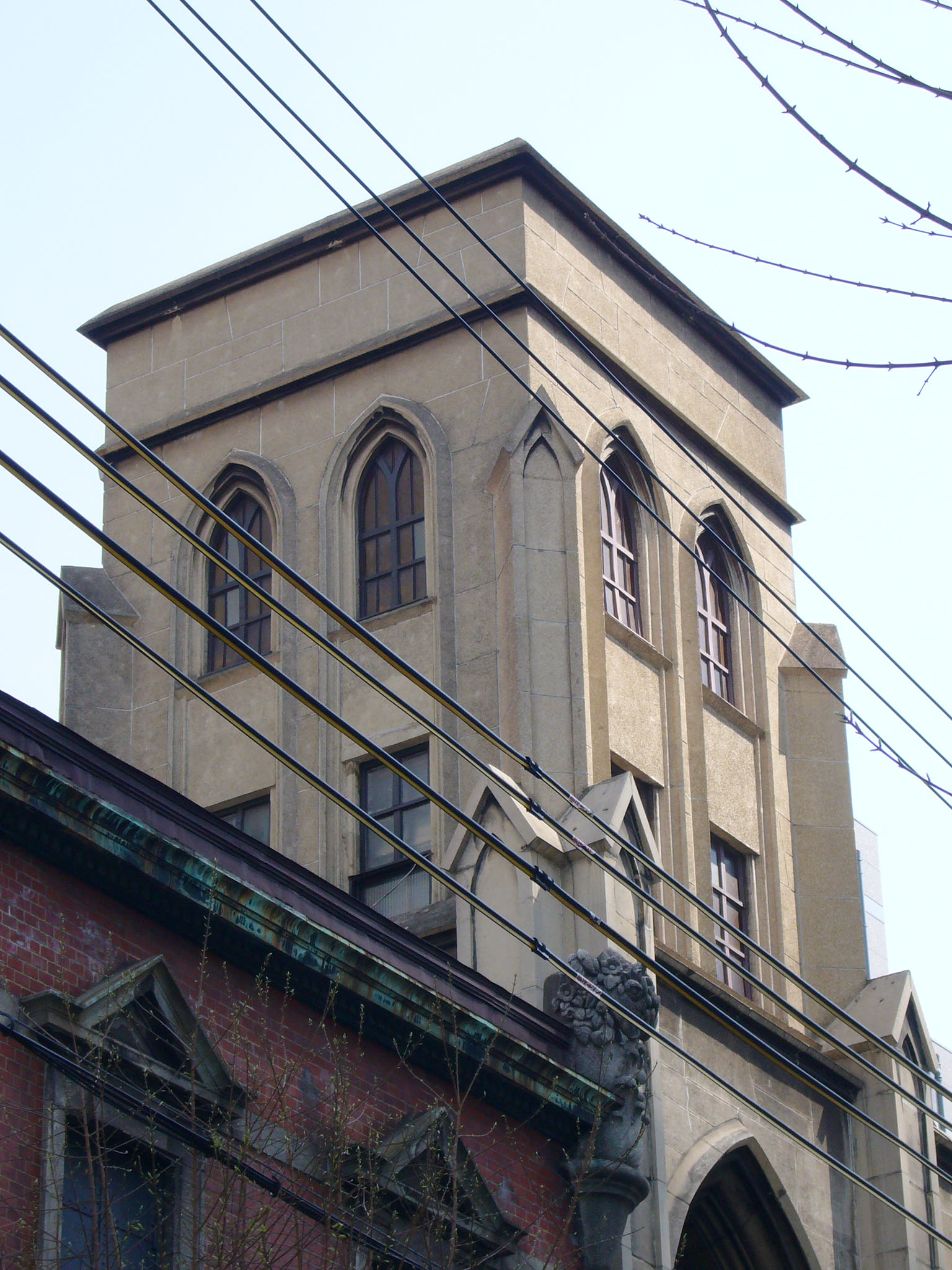
塔屋
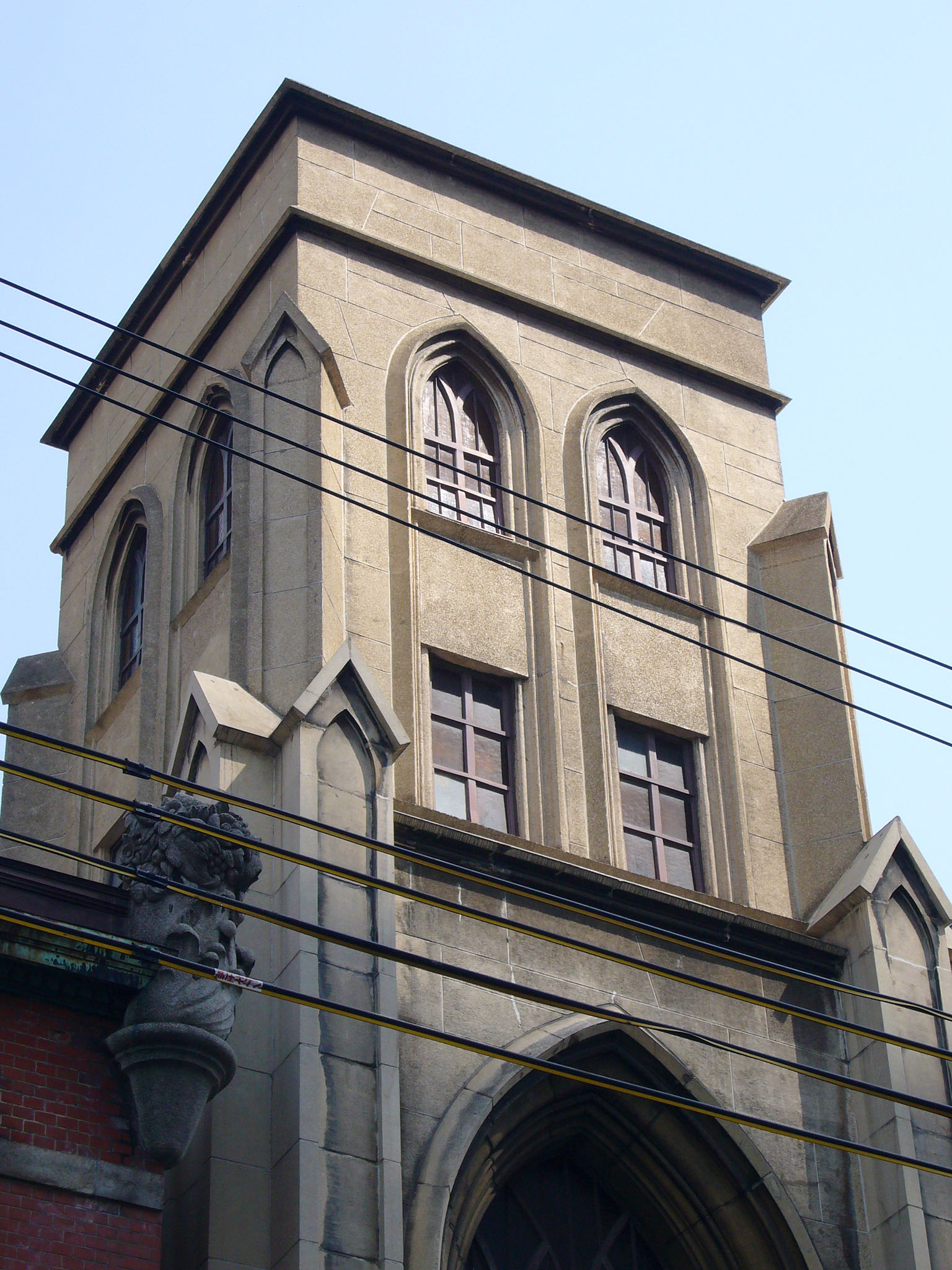
塔屋
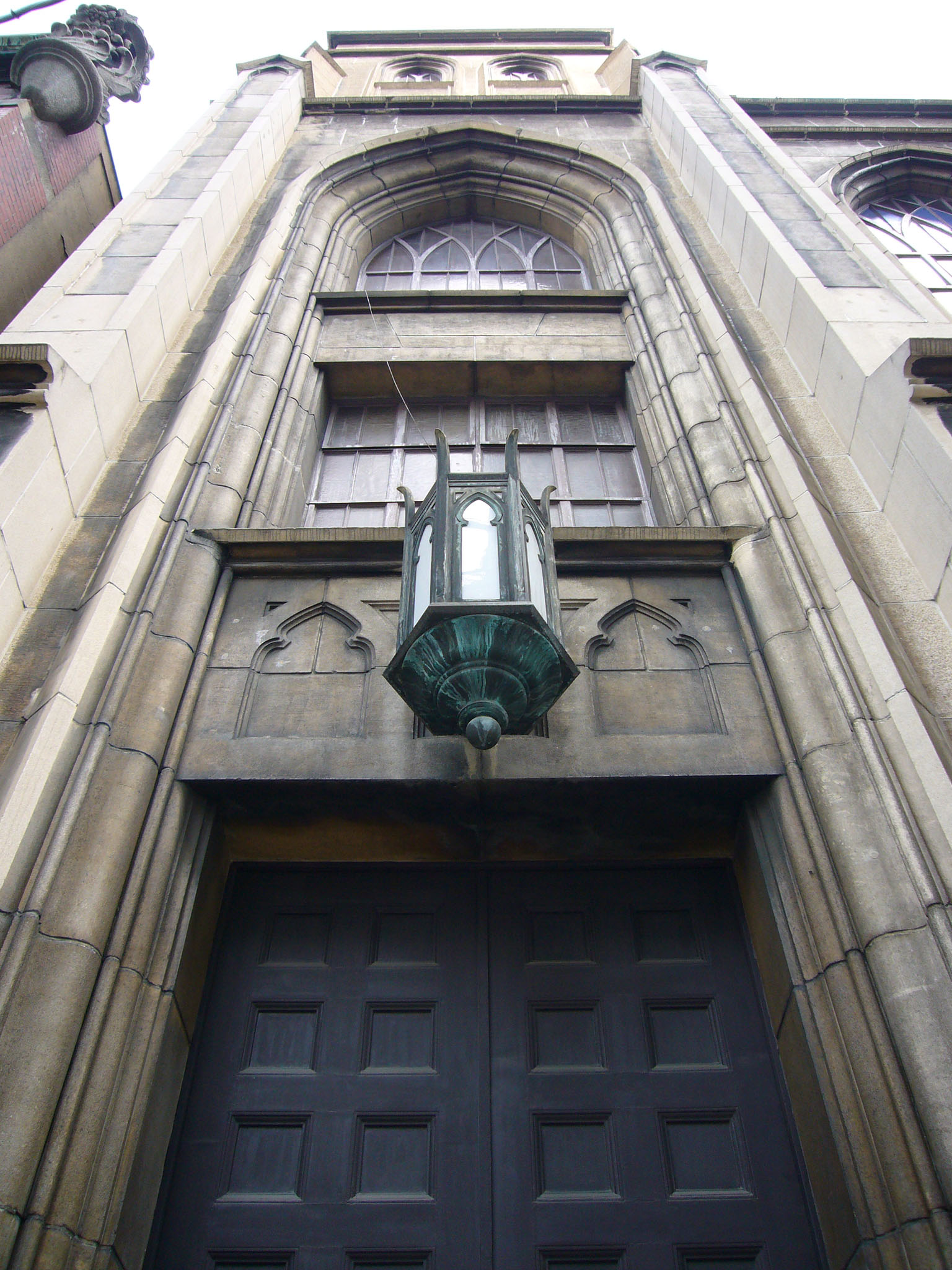
北入口